# مراجعة حية
في النشر الأكاديمي، تُعد المراجعة الحية (بالإنجليزية: Living review)‏ هي مقالة مراجعة يتم نشرها إلكترونياً، ويتم تحديثها على فترات زمنية لتعكس الحالة الراهنة للبحث. على عكس ما يحدث في الجريدة المطبوعة، فإن القارئ الذي يقرأ إصدارًا قديمًا من المراجعة سيدرك تلقائيًا وجود إصدار أحدث. في حين أن النسخ المختلفة من المراجعة يجب أن يتم الاستشهاد بها بشكل منفصل، فإن المراجعة الحية تعمل كتحكم في الإصدار لحالة البحث الحالية.
على سبيل المثال، كانت المقالة الأولى المنشورة في المراجعات الحية في النسبية
Rovelli، C. (26 كانون الثاني / يناير 1998). «حلقة الكم الجاذبية». استعراض المعيشة في النسبية. 1: 1. Bibcode: 1998LRR ..... 1 .... 1R. دوى: 10.12942 / LRR-1998-1.
في عام 2008، اُنتج نسخة محدثة:
روفيلي، سي. (15 يوليو 2008). «حلقة الكم الجاذبية». استعراض المعيشة في النسبية. 11: 5. الرمز السري: 2008LRR .... 11 .... 5R. دوى: 10.12942 / LRR-2008-5.
عادة ما يظل مؤلفو وعناوين المراجعات الحية كما هو من الإصدار إلى الإصدار، على الرغم من أن هذه ليست قاعدة مطلقة. يمكن أن يتغير المؤلفون بسبب انضمام باحثين إضافيين إلى التعاون، أو بسبب التقاعد أو الوفاة. سيبقى عنوان المراجعة كما هو في العادة، على الرغم من أن التطوير في هذا المجال قد يتطلب تعديل العنوان ليعكس حالة البحث الحالية، أو تعديل في نطاق المراجعة.
بعض المجلات الأكاديمية التي تنشر مراجعات حية هي سلسلة المجلة الحية لعلم الأحياء الفلكية، وقاعدة بيانات كوكران للمراجعات المنهجية في الطب.